# Paryphodes omega
Paryphodes omega är en tvåvingeart som beskrevs av Speiser 1911. Paryphodes omega ingår i släktet Paryphodes och familjen bredmunsflugor. Inga underarter finns listade i Catalogue of Life.